# Oscar Leon da Silva
Oscar Leon da Silva (alemany: Oscar da Silva)  (Múnic, 21 de setembre de 1998), conegut professionalment com Oscar da Silva, és un jugador de bàsquet amb nacionalitat brasilera i alemanya. Amb una alçada de 2,06 metres alterna posicions d'ala-pivot i aler.

## Carrera esportiva

### Clubs
És un jugador format en època universitària als Stanford Cardinals de la NCAA, on es va graduar en biologia. En la seva darrera temporada, va ser seleccionat en la plantilla ideal de la seva conferència. Tot seguit, el març de 2021, va incorporar-se al Riesen Ludwigsburg de la Lliga alemanya de bàsquet. Allà va ajudar l'equip a acabar en primera posició en la lliga regular, tot i que després va caure eliminat en semifinals. L'estada a Alemanya també el va servir per a donar-se a conèixer de cara al Draft de l'NBA, però no va ser escollit per cap equip. La temporada següent, va fitxar per l'Alba Berlin, on va fer-se amb el doblet. S'hi va estar només un any, abans d'incorporar-se, l'estiu de 2022, al FC Barcelona.
En les dues temporades que va romandre al club català, va alçar el trofeu de la Lliga ACB 2019/20 i ambdues Lligues Catalanes. Com el jugador mai va arribar a consolidar-se en el cinc inicial, els culers van decidir no executar la clàusula 2+1 del seu contracte, deixant-lo lliure l'estiu de 2024. Així, Da Silva va fitxar per l'equip de la seva ciutat natal, el FC Bayern.

### Selecció
És fill de mare alemanya i de pare brasiler, un exboxejador establert a Múnic. Va participar de competicions amb les categories inferiors de la selecció alemanya, en categories sub-18 i sub-19. Durant la seva etapa universitària, la Federació Brasilera de Basquetbol va demanar autorització a l'alemanya per comptar amb Da Silva, però els europeus s'hi van negar.
L'any 2024, va debutar finalment amb la selecció alemanya. Va formar part de l'equip que va disputar els Jocs Olímpics de París. Emperò, el torneig va deixar un regust agredolç al jugador, doncs l'equip va ser 4t, a un pas de les medalles; i l'entrenador Svetislav Pešić va fer-lo jugar menys d'un minut en tota la competició.